# 耶因島
耶因島是丹麥的島嶼，位於利姆海峽西部，由中日德蘭大區負責管轄，長6公里、寬3公里，面積7.91平方公里，最高點海拔高度13米，2012年人口482。
56°39′N 8°38′E / 56.650°N 8.633°E